# Hebe: A Estrela do Brasil
Hebe: A Estrela do Brasil é um filme biográfico brasileiro de 2019 escrito por Carolina Kotscho com direção de Maurício Farias, e estrelado por Andréa Beltrão como a personagem-título, a apresentadora de televisão Hebe Camargo (1929–2012).
O filme foi selecionado para a mostra competitiva da 47.ª edição do Festival de Gramado.

## Sinopse
São Paulo, 1984. O Brasil vive uma de suas piores crises, devido a alta da inflação e a imposição da censura aos artistas, em plena ditadura militar. Hebe, por sua vez, continua a brilhar cada dia mais na televisão: É a imagem perfeita do poder e do sucesso. Ao completar quarenta anos de profissão, perto de chegar aos sessenta anos de vida, está madura o suficiente para não aceitar mais ser apenas um produto comercial que vende muito bem na tela da TV. Mais do que isso, já não suporta ser uma mulher submissa ao marido, ao salário, ao governo e aos costumes vigentes de uma sociedade hipócrita e preconceituosa.
Durante o período de abertura política do país, na transição da ditadura militar para a democracia , Hebe aceita correr o risco de perder tudo que conquistou na vida e dá um basta: quer o direito de ser ela mesma na frente das câmeras, dona de sua voz e única autora de sua própria história.
O filme apresenta Hebe com seu jeito exagerado e extrovertido e sua sinceridade nos comentários, mesmo ameaçada pela censura que vigorava na época nos meios de comunicação, chegando a sair de uma emissora que a censurava e que queria que seus programas não fosse mais apresentados ao vivo. Mostra também os dramas que passou na sua vida particular, como o machismo, agressões e o ciúme exagerado de seu segundo marido Lélio Ravagnani.

## Elenco
| Ator/atriz             | Personagem                      |
| ---------------------- | ------------------------------- |
| Andréa Beltrão         | Hebe Camargo                    |
| Marco Ricca            | Lélio Ravagnani                 |
| Danton Mello           | Cláudio Pessutti                |
| Caio Horowicz          | Marcello Camargo                |
| Gabriel Braga Nunes    | Décio Capuano                   |
| Danilo Grangheia       | Walter Clark                    |
| Karine Teles           | Lolita Rodrigues                |
| Cláudia Missura        | Nair Bello                      |
| Fernando Eiras         | Joesley Castro Magalhães        |
| Daniel Boaventura      | Silvio Santos                   |
| Felipe Rocha           | Roberto Carlos                  |
| Otávio Augusto         | Chacrinha                       |
| Stella Miranda         | Dercy Gonçalves                 |
| Lucca Eberhardt        | Ricky Martin                    |
| Bruno Albuquerque      | Robi Draco Rosa                 |
| Vinícius Quintal       | Roy Rosselló                    |
| Renan Cuisse           | Ray Reyes                       |
| Sebá Neto              | Charlie Massó                   |
| Celso Frateschi        | João Capuano                    |
| Maureen Miranda        | Valdete                         |
| Rodrigo dos Santos     | Mauro Soares                    |
| Ernando Tiago          | Elísio                          |
| Gustavo Kleim          | Olga del Volga (Patrício Bisso) |
| Luís Portugal          | Luís                            |
| Daniella Pinfild       | Dani                            |
| Ivo Müller             | Carlucho                        |
| Maurício de Barros     | Edinho                          |
| Georgina Castro        | Lucia                           |
| Matheus Costa          | Alceu                           |
| Mawusi Tulani          | Kátia                           |
| Renata Bastos          | Roberta Close                   |
| Rael Barja             | Roger Moreira                   |
| Luciana Carnieli       | Leonor                          |
| Ivan Cápua             | Flávio                          |
| Carlin Franco          | Dionísio                        |
| Maria Tuca Fanchin     | Cora Rónai                      |
| Gustavo Novaes         | João Júnior                     |
| Luís Mármora           | Fernando Eurico                 |
| Roberto Alencar        | Kléber                          |
| Kiko Marques           | Alencar                         |
| Selma Egrei            | Ignês Capuano                   |
| Érica Ribeiro          | Marina                          |
| Rodrigo Arijon         | Gabriel                         |
| Tales Jaloretto        | Médico                          |
| Maurycio Madruga       | Dr. Jorge                       |
| Sérgio Rufino          | Giba Um                         |
| Lúcio Mauro Filho      | Ulysses Guimarães               |
| Norival Rizzo          | Dr. Flávio Wendel               |
| Roney Facchini         | Rubens Prado                    |
| Nelson Baskeville      | Dr. Carneiro                    |
| Zedu Neves             | Paulo Maluf                     |
| Andréa Bassit          | Sílvia Maluf                    |
| Matheus Mattos Martins | Júnior                          |

## Lançamento
O filme foi lançado nos cinemas em 26 de setembro de 2019, mas também teve cenas extras que estrearam na plataforma Globoplay em 13 de dezembro de 2019 em forma de minissérie com 10 episódios, e os dois primeiros episódios foram exibidos na Tela Quente da Rede Globo três dias depois.
Foi reexibida pela Rede Globo de 30 de julho a 1.° de outubro de 2020 em formato de minissérie, com exibição nas quintas-feiras na faixa das 22h30, substituindo a 2.ª temporada de Mestre do Sabor.

## Recepção
A jornalista e crítica de cinema Neusa Barbosa da Folha de S. Paulo , deu 2 de 5 estrelas () ao filme e disse: "o grande álibi do filme é a simpatia de Andréa Beltrão, entrando sem nenhum vestígio de imitação na pele de Hebe, com quem não guarda semelhanças físicas".

## Prêmios e indicações
| Ano  | Prêmio                             | Categoria               | Indicado                        | Resultado | Ref.                 |
| ---- | ---------------------------------- | ----------------------- | ------------------------------- | --------- | -------------------- |
| 2019 | Festival de Gramado                | Melhor Filme            | Hebe - A Estela do Brasil       | Indicado  |                      |
| 2019 | Festival de Gramado                | Melhor Montagem         | Joana Collier e Fernanda Krumel | Venceu    | [ 14 ]               |
| 2020 | Grande Prêmio do Cinema Brasileiro | Melhor Filme            | Hebe - A Estela do Brasil       | Indicado  | [ 15 ] [ 16 ] [ 17 ] |
| 2020 | Grande Prêmio do Cinema Brasileiro | Melhor Atriz            | Andréa Beltrão                  | Venceu    | [ 15 ] [ 16 ] [ 17 ] |
| 2020 | Grande Prêmio do Cinema Brasileiro | Melhor Figurino         | Antônio Medeiros                | Indicado  | [ 15 ] [ 16 ] [ 17 ] |
| 2020 | Grande Prêmio do Cinema Brasileiro | Melhor Roteiro Original | Carolina Kotscho                | Indicado  | [ 15 ] [ 16 ] [ 17 ] |
| 2020 | Grande Prêmio do Cinema Brasileiro | Melhor Maquiagem        | Simone Batata                   | Venceu    | [ 15 ] [ 16 ] [ 17 ] |

## Série de televisão
Hebe é uma série de televisão brasileira de 2019, criada e escrita por Carolina Kotscho e dirigida por Maria Clara Abreu, sob a direção geral e artística de Maurício Farias. É estrelada por Andréa Beltrão como a personagem-título, a apresentadora de televisão Hebe Camargo.
As gravações da série aconteceram entre novembro de 2018 e fevereiro de 2019, ao todo 10 episódios foram produzidos. Hebe tem um material bem mais extenso do que o longa-metragem Hebe: A Estrela do Brasil, pois o filme aborda só dois anos da vida da apresentadora, já a série compreende o período de sua vida desde que Hebe Camargo começa nas rádios aos 14 anos até sua morte, em 2012.

### Elenco

#### Principal
| Ator/atriz     | Personagem       |
| -------------- | ---------------- |
| Andréa Beltrão | Hebe Camargo     |
| Marco Ricca    | Lélio Ravagnani  |
| Danton Mello   | Cláudio Pessutti |
| Caio Horowicz  | Marcello Camargo |

#### Recorrente
| Ator/atriz          | Personagem                                 |
| ------------------- | ------------------------------------------ |
| Valentina Herszage  | Hebe Camargo (jovem)                       |
| Gabriel Braga Nunes | Décio Capuano                              |
| Daniel de Oliveira  | Luis Ramos                                 |
| Walderez de Barros  | Esther Camargo                             |
| Sandra Corveloni    | Esther Camargo (jovem)                     |
| Flavio Migliaccio   | Sigesfredo Monteiro Camargo (Fego)         |
| Ângelo Antônio      | Sigesfredo Monteiro Camargo (Fego) (jovem) |
| Karine Teles        | Lolita Rodrigues                           |
| Cláudia Missura     | Nair Bello                                 |
| Fabiana Gugli       | Marília Gabriela                           |
| Felipe Rocha        | Roberto Carlos                             |
| Ivo Müller          | Luis Carlos Trote (Carlucho)               |
| Georgina Castro     | Lúcia                                      |
| Maurício de Barros  | Edinho                                     |

#### Participações especiais
| Ator/atriz                       | Personagem                        | Episódio    |
| -------------------------------- | --------------------------------- | ----------- |
| Danilo Grangheia                 | Walter Clark                      | Episódio 1  |
| Fernando Eiras                   | Joesley Castro Magalhães          | Episódio 1  |
| Maureen Miranda                  | Valdete                           | Episódio 1  |
| Rodrigo dos Santos               | Mauro Soares                      | Episódio 1  |
| Stella Miranda                   | Dercy Gonçalves                   | Episódio 1  |
| Renata Bastos                    | Roberta Close                     | Episódio 1  |
| Matheus Costa                    | Alceu                             | Episódio 1  |
| Mawusi Tulani                    | Kátia                             | Episódio 1  |
| Renan Cuisse                     | Menudo                            | Episódio 1  |
| Gustavo Kleim                    | Olga del Volga (Patrício Bisso)   | Episódio 1  |
| Lígia Cortez                     | Alzira                            | Episódio 2  |
| Pedro Meirelles                  | Walther Carlos Junior (Waltinho)  | Episódio 2  |
| Andréa Bassit                    | Sílvia Maluf                      | Episódio 2  |
| Fábio Esposito                   | Paulo Maluf                       | Episódio 2  |
| Alice Guega                      | Lurdes Camargo                    | Episódio 2  |
| Lucas Furtado                    | Feguinho Camargo                  | Episódio 2  |
| Rebeca Reis                      | Renata Camargo                    | Episódio 2  |
| João Bresser                     | Fernando                          | Episódio 2  |
| Luis Marmora                     | Fernando Eurico                   | Episódio 2  |
| Carlos Morelli                   | Orlando                           | Episódio 2  |
| Laila Garin                      | Édith Piaf                        | Episódio 2  |
| Davi de Almeida                  | Segurança da Loja                 | Episódio 2  |
| Sol Faganello                    | Moça do batom                     | Episódio 2  |
| Gustavo Novaes                   | Entrevistador                     | Episódio 2  |
| Edmilson Cordeiro                | Dono da Loja                      | Episódio 2  |
| Ana Vitória Bastos               | Lolita Rodrigues (jovem)          | Episódio 3  |
| Amanda Lyra                      | Manuelita                         | Episódio 3  |
| Leonardo Medeiros                | Assis Chateaubriand               | Episódio 3  |
| Ângela Munhoz                    | Candidata do concurso da rádio    | Episódio 3  |
| Heloá Rocha                      | Candidata do concurso da rádio    | Episódio 3  |
| Alberico Sobreira                | Apresentador do concurso da rádio | Episódio 3  |
| Alice Guega                      | Lurdes Camargo                    | Episódio 3  |
| João Bresser                     | Fernando                          | Episódio 3  |
| Andre Corrêa                     | Homem da platéia                  | Episódio 3  |
| André Loddi                      | Ivon Cury                         | Episódio 3  |
| Gustavo Trestini                 | Mendes                            | Episódio 3  |
| Emílio de Mello                  | Giuseppe Peppino Matarazzo        | Episódio 4  |
| Ângela Figueiredo                | Bianca Troise                     | Episódio 4  |
| Daniel Boaventura                | Silvio Santos                     | Episódio 4  |
| Ravel Andrade                    | Mariano da Tupi                   | Episódio 4  |
| Gillray Coutinho                 | Genival da Tupi                   | Episódio 4  |
| Heitor Goldflus                  | Jô Soares                         | Episódio 4  |
| Paula Cohen                      | Silmara                           | Episódio 4  |
| Giulio Lopes                     | Delegado                          | Episódio 4  |
| Selma Egrei                      | Ignes Capuano                     | Episódio 5  |
| Celso Frateschi                  | João Capuano                      | Episódio 5  |
| Ernani Sanchez                   | Cleber                            | Episódio 5  |
| Norival Rizzo                    | Dr. Wendell                       | Episódio 5  |
| Milton Le Cury                   | Dr. Muriel                        | Episódio 5  |
| Ju Colombo                       | Juíza                             | Episódio 5  |
| Martha Meola                     | Lurdes Camargo (adulta)           | Episódio 5  |
| Luciana Carnielli                | Leonor                            | Episódio 5  |
| Kiko Marques                     | Alencar                           | Episódio 5  |
| Blota Filho                      | Mestre de Cerimônias              | Episódio 5  |
| Frederico Reuter                 | Agnaldo Rayol                     | Episódio 6  |
| Selma Egrei                      | Ignes Capuano                     | Episódio 6  |
| Celso Frateschi                  | João Capuano                      | Episódio 6  |
| Aramis Trindade                  | Renato Corte Real                 | Episódio 6  |
| Rafael Primot                    | Manoel Carlos (Maneco)            | Episódio 6  |
| Daniel Warren                    | Nilton Travesso                   | Episódio 6  |
| Frederico Reuter                 | Mauro                             | Episódio 6  |
| Guilherme Rodio                  | Claudio Camargo                   | Episódio 6  |
| Martha Meola                     | Lurdes Camargo (adulta)           | Episódio 6  |
| Luciana Carnielli                | Leonor                            | Episódio 6  |
| Romam Junqueira                  | Arnaldo Excelsior                 | Episódio 6  |
| Camila Morgado                   | Rita Lee                          | Episódio 7  |
| Otávio Augusto                   | Chacrinha                         | Episódio 7  |
| Rafael Primot                    | Manoel Carlos (Maneco)            | Episódio 7  |
| Daniel Warren                    | Nilton Travesso                   | Episódio 7  |
| André Guerreiro                  | Tuta de Carvalho                  | Episódio 7  |
| Silvio Restiffe                  | Heron                             | Episódio 7  |
| Mari Nogueira                    | Florinda                          | Episódio 7  |
| Agnes Zuliani                    | Dora                              | Episódio 7  |
| Carlos Gimenez                   | General Homero Galvão             | Episódio 7  |
| Lígia Cortez                     | Alzira                            | Episódio 8  |
| Ivan Capua                       | Flávio                            | Episódio 8  |
| Luciana Carnielli                | Leonor                            | Episódio 8  |
| Kiko Marques                     | Alencar                           | Episódio 8  |
| Agnes Zuliani                    | Dora                              | Episódio 8  |
| Martha Meola                     | Lurdes Camargo (adulta)           | Episódio 8  |
| Norival Rizzo                    | Dr. Wendell                       | Episódio 8  |
| Nelson Baskerville               | Dr. Carneiro                      | Episódio 8  |
| Roney Facchini                   | Dr. Prado                         | Episódio 8  |
| Luiz Ramalho                     | Padre Jaime                       | Episódio 8  |
| Mariano Mattos Martins           | Junior                            | Episódio 8  |
| Rosana Maris                     | Repórter                          | Episódio 8  |
| Paulo Ocanha Henrique Moretzsohn | Chitãozinho & Xororó              | Episódio 9  |
| Fernando Vieira                  | Augusto Nunes                     | Episódio 9  |
| Renato Chocair                   | Assistente do Roda Viva           | Episódio 9  |
| Luciana Carnielli                | Leonor                            | Episódio 9  |
| Kiko Marques                     | Alencar                           | Episódio 9  |
| Agnes Zuliani                    | Dora                              | Episódio 9  |
| Chris Couto                      | Wilma Ravagnani                   | Episódio 10 |
| Isabella Casarini                | Hebe (criança)                    | Episódio 10 |
| Heitor Goldflus                  | Jô Soares                         | Episódio 10 |
| Silvio Restiffe                  | Heron                             | Episódio 10 |
| Fernando Bispo                   | Jurandir                          | Episódio 10 |
| Jairo Pereira                    | Dr. Jairo                         | Episódio 10 |

### Prêmios e indicações
| Ano  | Prêmio                   | Categoria    | Indicado         | Resultado | Ref.          |
| ---- | ------------------------ | ------------ | ---------------- | --------- | ------------- |
| 2020 | Emmy Internacional       | Melhor Atriz | Andréa Beltrão   | Indicada  |               |
| 2020 | Prêmio APCA de Televisão | Dramaturgia  | Carolina Kotscho | Indicada  | [ 22 ] [ 23 ] |
| 2020 | Prêmio APCA de Televisão | Melhor Atriz | Andrea Beltrão   | Indicada  | [ 22 ] [ 23 ] |

### Audiência e repercussão
| Capítulo     | Data de exibição       | Audiência                      | Ref.   |
| ------------ | ---------------------- | ------------------------------ | ------ |
| 1° episódio  | 30 de julho de 2020    | 18,3 pontos                    | [ 24 ] |
| 2° episódio  | 06 de agosto de 2020   | 19,8 pontos                    | [ 25 ] |
| 3° episódio  | 13 de agosto de 2020   | 18,0 pontos                    | [ 26 ] |
| 4° episódio  | 20 de agosto de 2020   | 20,0 pontos                    | [ 27 ] |
| 5° episódio  | 27 de agosto de 2020   | 20,0 pontos                    | [ 28 ] |
| 6° episódio  | 03 de setembro de 2020 | 19,7 pontos                    | [ 29 ] |
| 7° episódio  | 10 de setembro de 2020 | 19,8 pontos                    | [ 30 ] |
| 8° episódio  | 17 de setembro de 2020 | 17,5 pontos                    | [ 31 ] |
| 9° episódio  | 24 de setembro de 2020 | 16,8 pontos                    | [ 32 ] |
| 10° episódio | 1.º de outubro de 2020 | 15,9 pontos[carece de fontes?] | [ 13 ] |

- Media Geral: 18,5 pontos na Grande São Paulo.